# Gorivimakalapalli, Srinivaspur
Gorivimakalapalli là một làng thuộc tehsil Srinivaspur, huyện Kolar, bang Karnataka, Ấn Độ.